# Diócesis de Jacarezinho
La diócesis de Jacarezinho (en latín: Dioecesis Iacarezinhoënsis y en portugués: Diocese de Jacarezinho) es una circunscripción eclesiástica de la Iglesia católica en Brasil. Se trata de una diócesis latina, sufragánea de la arquidiócesis de Londrina. Desde el 23 de junio de 2010 su obispo es Antônio Braz Benevente.

## Territorio y organización
La diócesis tiene 13 369 km² y extiende su jurisdicción sobre los fieles católicos de rito latino residentes en 30 municipios del estado de Paraná: Jacarezinho, Abatiá, Andirá, Arapoti, Bandeirantes, Barra do Jacaré, Cambará, Carlópolis, Conselheiro Mairinck, Guapirama, Ibaiti, Itambaracá, Jaboti, Jaguariaíva, Japira, Joaquim Távora, Jundiaí do Sul, Pinhalão, Quatiguá, Ribeirão Claro, Ribeirão do Pinhal, Salto do Itararé, Santa Amélia, Santana do Itararé, Santo Antônio da Platina, São José da Boa Vista, Sengés, Siqueira Campos, Tomazina y Wenceslau Braz.
La sede de la diócesis se encuentra en la ciudad de Jacarezinho, en donde se halla la Catedral de la Inmaculada Concepción y de San Sebastián.
En 2019 en la diócesis existían 55 parroquias agrupadas en 2 regiones pastorales y 6 decanatos:
- región Norte: decanatos de Jacarezinho, Bandeirantes y Santo Antônio da Platina;
- región Sur: decanatos de Jaguariaíva, Siqueira Campos e Ibaiti.

## Historia
La diócesis fue erigida el 10 de mayo de 1926 con la bula Quum in dies numerus del papa Pío XI, obteniendo el territorio de la diócesis de Curitiba, que al mismo tiempo fue elevada al rango de arquidiócesis metropolitana. Originalmente, la diócesis de Jacarezinho era sufragánea de la misma arquidiócesis de Curitiba.
El 1 de febrero de 1956 cedió partes de su territorio para la erección de las diócesis de Londrina y Maringá (hoy ambas arquidiócesis) mediante la bula Latissimas partire del papa Pío XII.
El 31 de octubre de 1970 pasó a formar parte de la provincia eclesiástica de la arquidiócesis de Londrina.
El 26 de mayo de 1973 cedió otra porción de territorio para de la erección de la diócesis de Cornélio Procópio mediante la bula Votis et precibus del papa Pablo VI.

## Estadísticas
Según el Anuario Pontificio 2020 la diócesis tenía a fines de 2019 un total de 345 694 fieles bautizados.
| Año                                                                             | Población            | Población | Población      | Sacerdotes | Sacerdotes    | Sacerdotes    | Bautizados por sacerdote | Diáconos permanentes | Religiosos | Religiosos | Parroquias |
| Año                                                                             | Bautizados católicos | Total     | % de católicos | Total      | Clero secular | Clero regular | Bautizados por sacerdote | Diáconos permanentes | Varones    | Mujeres    | Parroquias |
| ------------------------------------------------------------------------------- | -------------------- | --------- | -------------- | ---------- | ------------- | ------------- | ------------------------ | -------------------- | ---------- | ---------- | ---------- |
| 1948                                                                            | 500 000              | 600 000   | 83.3           | 46         | 11            | 35            | 10 869                   |                      | 11         | 49         | 25         |
| 1966                                                                            | 700 000              | 900 000   | 77.8           | 72         | 30            | 42            | 9722                     |                      | 46         | 152        | 39         |
| 1968                                                                            | 830 000              | 930 000   | 89.2           | 76         | 28            | 48            | 10 921                   |                      | 65         | 187        | 41         |
| 1976                                                                            | 400 000              | 461 775   | 86.6           | 48         | 22            | 26            | 8333                     |                      | 26         | 155        | 29         |
| 1980                                                                            | 532 000              | 584 000   | 91.1           | 54         | 25            | 29            | 9851                     |                      | 29         | 140        | 30         |
| 1990                                                                            | 395 000              | 432 000   | 91.4           | 66         | 47            | 19            | 5984                     |                      | 19         | 136        | 35         |
| 1999                                                                            | 375 826              | 416 674   | 90.2           | 74         | 62            | 12            | 5078                     |                      | 12         | 102        | 36         |
| 2000                                                                            | 366 485              | 418 849   | 87.5           | 78         | 66            | 12            | 4698                     |                      | 12         | 82         | 37         |
| 2001                                                                            | 370 527              | 424 253   | 87.3           | 69         | 59            | 10            | 5369                     |                      | 10         | 81         | 39         |
| 2002                                                                            | 375 400              | 430 000   | 87.3           | 69         | 59            | 10            | 5440                     |                      | 10         | 81         | 40         |
| 2003                                                                            | 366 485              | 418 849   | 87.5           | 66         | 55            | 11            | 5552                     |                      | 11         | 71         | 40         |
| 2004                                                                            | 371 504              | 426 577   | 87.1           | 82         | 71            | 11            | 4530                     |                      | 11         | 72         | 40         |
| 2006                                                                            | 380 000              | 437 000   | 87.0           | 87         | 75            | 12            | 4367                     |                      | 12         | 71         | 40         |
| 2013                                                                            | 411 000              | 479 000   | 85.8           | 76         | 71            | 5             | 5407                     |                      | 8          | 43         | 43         |
| 2016                                                                            | 421 600              | 491 000   | 85.9           | 91         | 84            | 7             | 4632                     | 8                    | 7          | 74         | 51         |
| 2019                                                                            | 345 694              | 461 052   | 75.0           | 95         | 89            | 6             | 3638                     | 8                    | 6          | 66         | 55         |
| Fuente: Catholic-Hierarchy, que a su vez toma los datos del Anuario Pontificio. |                      |           |                |            |               |               |                          |                      |            |            |            |

## Episcopologio
- Fernando Taddei, C.M. † (22 de abril de 1927-9 de enero de 1940 falleció)
- Ernesto de Paula † (22 de noviembre de 1941-30 de junio de 1945 nombrado obispo de Piracicaba)
- Geraldo de Proença Sigaud, S.V.D. † (29 de octubre de 1946-20 de diciembre de 1960 nombrado arzobispo de Diamantina)
- Pedro Filipak † (8 de febrero de 1962-10 de agosto de 1991 falleció)
- Conrado Walter, S.A.C. † (10 de agosto de 1991 por sucesión-5 de julio de 2000 retirado)
- Fernando José Penteado (5 de julio de 2000-23 de junio de 2010 retirado)
- Antônio Braz Benevente, desde el 23 de junio de 2010